# 全圆碘泡虫
全圆碘泡虫（学名：Myxobolus rotundatus）为碘泡科碘泡虫属的动物。分布于俄罗斯以及湖北、辽宁、青海、浙江等，营寄生生活，寄生在胃、后肠（乌鳢）、鳃（青海湖裸鲤、鲫）、胆囊、膀胱、肾（鲫）、肠壁（镜鲤、鲤、赤眼鳟、鳊）、鳍（镜鲤、鲤、鳊）。